# Mapa coroplético

Ejemplo de mapa coroplético representando datos demográficos de las subdivisiones administrativas de Australia.

Paleta de tonalidades de un mismo color, apropiada para representar cartográficamente una única variable.

Un mapa coroplético (del griego χῶρος "área/región" y πλῆθος "multitud"), mapa coropleto o mapa de coropletas, es un tipo de mapa temático en el que las áreas se sombrean de distintos colores, frecuentemente de la misma gama cromática, que representan distintos valores de una variable estadística característica de esa región geográfica, como puede ser la densidad de población o la renta per cápita. 
Los mapas coropléticos son una forma sencilla de visualizar cómo varía una medida en un área geográfica o de mostrar el nivel de variabilidad de esa medida dentro de una región. Un mapa de calor o isolínea es similar pero, a priori, no hace uso de áreas geográficas. Son el tipo más común de mapa temático porque los datos estadísticos publicados (del gobierno u otras fuentes) generalmente se agregan en unidades geográficas conocidas, como países, comunidades autónomas, provincias y municipios, y por lo tanto son relativamente fáciles de crear usando GIS, hojas de cálculo u otras herramientas software